# Dodona windu
Dodona windu is een vlindersoort uit de familie van de prachtvlinders (Riodinidae), onderfamilie Nemeobiinae.
Dodona windu werd in 1894 beschreven door Fruhstorfer.